# گوگ‌تپه (بوکان)
گوگ‌تپه (بوکان)، روستایی در دهستان آختاچی محالی بخش سیمینه شهرستان بوکان استان آذربایجان غربی ایران است.

## جمعیت
بر پایه سرشماری عمومی نفوس و مسکن در سال ۱۳۹۵ جمعیت این روستا ۱۲۰ نفر (در ۳۸ خانوار) بوده‌است.